# Marco Rubio
Marco Antonio Rubio, född 28 maj 1971 i Miami i Florida, är en amerikansk republikansk politiker och ämbetsman. 
Han var ledamot i USA:s senat för delstaten Florida från den 3 januari 2011 till 20 januari 2025. Rubio kandiderade till att bli republikanernas presidentkandidat i presidentvalet 2016, men förlorade partiets primärval till Donald Trump som han senare också gav sitt officiella stöd.
Sedan den 20 januari 2025 är Marco Rubio USA:s utrikesminister.

## Biografi
Marco Rubio är född i Miami i Florida. Han växte upp tillsammans med sina föräldrar Mario Rubio och Oria Garcia och sina tre syskon. Föräldrarna emigrerade från Kuba till USA 1956 och blev amerikanska medborgare 1975. Rubio är katolik.
Rubio studerade vid Tarkio College och Santa Fe College, innan han började studera vid University of Florida där han senare avlade kandidatexamen (B.A.) i statsvetenskap 1993. Han fortsatte sedan sina studier på juristprogrammet vid University of Miami, där han avlade juristexamen 1996. Han tog examen cum laude, vilket innebär att han räknades som en av de 25 procent bästa studenterna i klassen. Under studietiden var Rubio politiskt aktiv och arbetade för republikanen Bob Doles presidentkampanj i presidentvalet 1996.

## Karriär
Rubio är medlem i det republikanska partiet. Han var talman i Floridas representanthus åren 2006–2008. Efter detta startade han en egen advokatbyrå parallellt med en tjänst som lektor vid Florida International University.
I mellanårsvalet 2010 fick Rubio 48,9 procent av rösterna i senatsvalet i Florida, vilket räckte till seger över Floridas guvernör Charlie Crist som obunden fick 29,7 procent och demokraten Kendrick Meek som fick 20,1 procent av rösterna. Under sin kampanj erhöll Rubio stöd från flera medlemmar av Tea Party-rörelsen i det republikanska partiet.
Rubio diskuterades som en potentiell republikansk presidentkandidat inför presidentvalet 2012 mot den sittande presidenten Barack Obama (demokrat), men han avstod från att kandidera.
Enligt National Journal 2013 var Rubio den 17:e mest konservativa senatorn.
Den 13 april 2015 offentliggjorde Rubio sin kandidatur till att bli republikanernas presidentkandidat i presidentvalet 2016. I det första primärvalet den 1 februari 2016 i Iowa kom Rubio på tredjeplats bakom kandidaterna Donald Trump och Ted Cruz. Rubio drog tillbaka sin kandidatur den 15 mars 2016, detta efter primärvalet i Florida som han förlorade till Donald Trump. Trump vann senare primärvalen och utsågs därmed till republikanernas presidentkandidat. Rubio gav sitt officiella stöd till Trump den 20 juli 2016.
I samband med skolskjutningen i Parkland i februari 2018 väckte Rubio uppmärksamhet i februari när han ifrågasattes av en överlevande från skolskjutningen om de förmodade 3,3 miljoner dollar som han hade fått i donationer från NRA. Rubio svarade att han "kommer alltid att acceptera hjälp från vem som helst som håller med om min agenda."